# Ørbæk
Ørbæk is een plaats en voormalige gemeente in de Deense regio Zuid-Denemarken, gemeente Nyborg. De plaats telt 1691 inwoners (2020).

## Voormalige gemeente
De oppervlakte bedroeg 138,34 km². De gemeente telde 6886 inwoners waarvan 3478 mannen en 3408 vrouwen (cijfers 2005). Bij de herindeling van 2007 werd de gemeente bij Nyborg gevoegd.

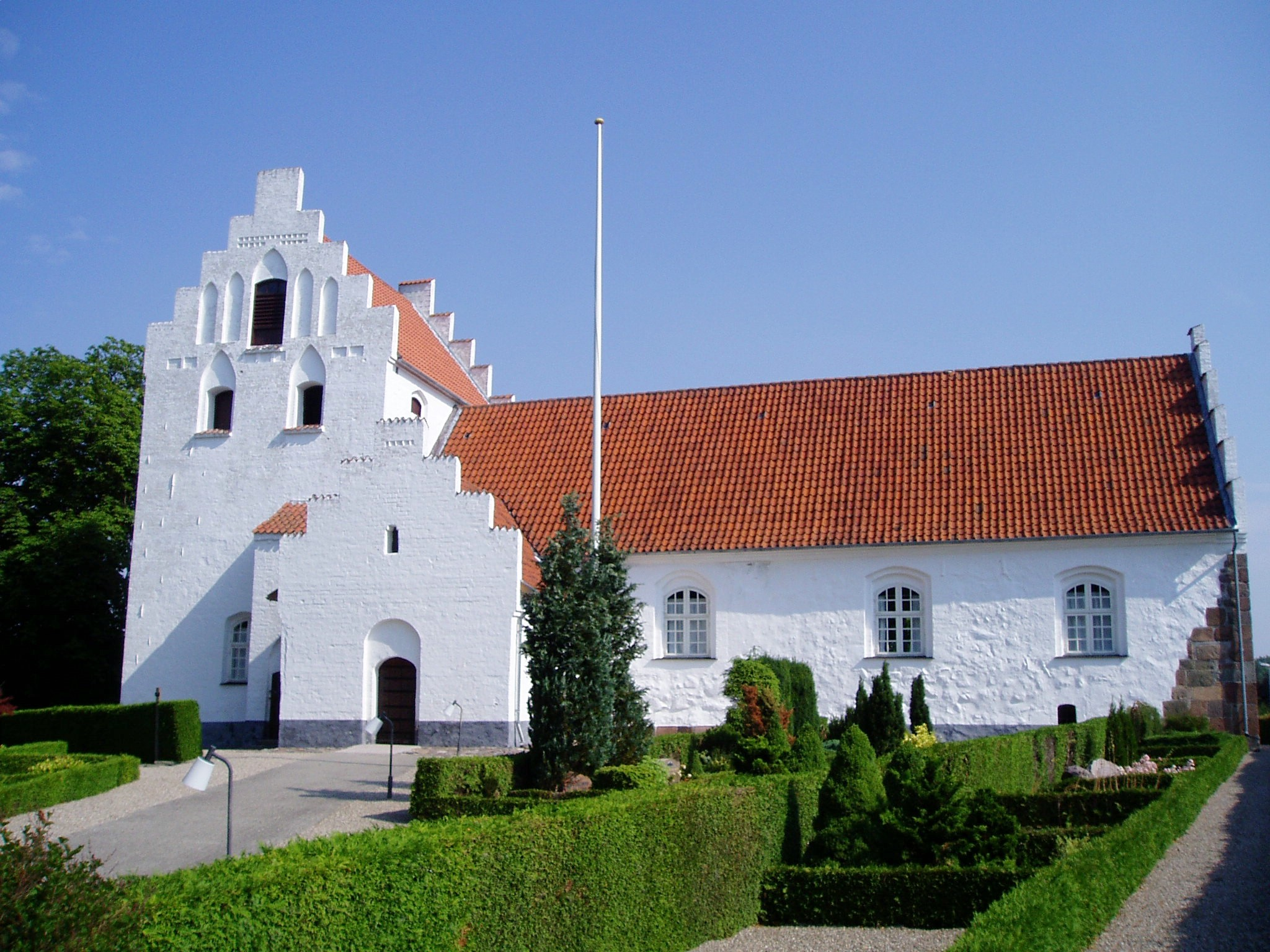
De kerk in het voormalige Ørbæk

- Nationale Bibliotheek van Israël: 987007554792705171
- Virtual International Authority File: 154754941